# Timorzebraduva
Timorzebraduva (Geopelia maugeus) är en fågel i familjen duvor inom ordningen duvfåglar.

## Utseende och läte
Timorzebraduvan är en liten och långstjärtad duva med kraftigt tvärbandad kropp. Huvudet är ljusgrått med tydlig orange ögonring. Ovansidan är tydligt brunbandad, undersidan likaså förutom på buken, Sången består av ett ljust tvåstavigt "wa-dloo" som ofta upprepas. Även ett spinnande "grrrrr" kan höras.

## Utbredning och systematik
Fågeln återfinns på sydöstra Moluckerna och Små Sundaöarna. Den behandlas som monotypisk, det vill säga att den inte delas in i några underarter.

## Levnadssätt
Timorzebraduvan hittas från havsnivån upp till förbergen i öppna miljöer som trädgårdar, buskmarker, plantage och kring byar. Den födosöker på marken eller ses sitta lågt, enstaka, i par eller i grupper.

## Status
Arten har ett stort utbredningsområde och beståndet anses stabilt. Internationella naturvårdsunionen IUCN listar den därför som livskraftig (LC).